# Нильсен, Эйгил
Э́йгил Ни́льсен (дат. Eigil Nielsen; 6 декабря 1948, Торс, Йёрринг — 26 декабря 2019, Йёрринг, Северная Ютландия) — датский футболист, играл на позиции полузащитника.

## Биография

### Клубная карьера
Нильсен в течение четырёх сезонов играл за «Веннсюссель». В 1970 году перешёл в «КБ», в котором отыграл один сезон.
В 1971 году стал игроком швейцарского «Винтертура», в котором он был одним из ключевых игроков. В составе «Винтертура» дважды доходил до финала Кубка Швейцарской лиги, но этот трофей так и не был завоёван. Всего за эту команду играл в течение трёх сезонов, сыграл 54 матча и забил 13 голов.
В 1974 году перешёл в «Базель», где связующим игроком в полузащите в то время был Карл Одерматт. Нильсен проигрывал конкуренцию в составе, но в 1975 году помог «красно-синим» завоевать Кубок Швейцарии. По окончании сезона 1975/76 Одерматт покинул «Базель» и Нильсен закрепился в основном составе команды. В следующем сезоне он помог «Базелю» выиграть чемпионский титул. В 1977 году Нильсен получил награду как Лучший иностранный футболист года в Швейцарии. Всего во всех турнирах за «Базель» Нильсен сыграл 133 матча и забил 27 голов.
В 1978 году перешёл в «Люцерн», в составе которого играл в течение трёх сезонов. Завершил карьеру в 1981 году из-за перелома малоберцовой кости и разрыва связок голеностопного сустава.

### Карьера в сборной
Дебютировал за сборную Дании 28 июля 1971 года в товарищеском матче против сборной Японии — Дания выиграла ту встречу со счётом 3:2. Всего за сборную Дании сыграл 10 матчей и не отметился забитыми мячами.

### Смерть
Скончался 26 декабря 2019 года в Йёрринге в возрасте 71 года от последствий инсульта.

## Достижения

### Командные
«Базель»
- Чемпион Швейцарии (1): 1976/77
- Обладатель Кубка Швейцарии (1): 1974/75

### Личные
- Иностранный футболист года в Швейцарии (1): 1977